# 1273
Cette page concerne l'année 1273  du calendrier julien. Pour l'année 1273 av. J.-C., voir 1273 av. J.-C.
L'année 1273 est une année commune qui commence un dimanche.

## Événements
- 29 janvier : Boukhara est pillée par Abaqa, il-qan d'Iran[1].
- 2 février : reddition de Fancheng[2].
- 14 mars : Xiangyang, assiégée depuis 1267, est prise par les mongols de Kubilai Khan[2].

- 28 mai : Bonaventure de Bagnorea est nommé cardinal et archevêque d’Albano par le pape Grégoire X[3].
- 29 septembre[4] : l'élection à Francfort de Rodolphe Ier de Habsbourg comme empereur romain germanique (jusqu'en 1291) met fin au Grand Interrègne et marque le début de la dynastie des Habsbourg. Rodolphe de Habsbourg arrête les expéditions en Italie et cherche à restaurer la paix dans les limites de l’Empire. Mais l’émancipation des grandes principautés allemande amorcée dès la fin du règne de Frédéric II réduit considérablement son autorité.
- 24 octobre : couronnement de Rodolphe Ier de Habsbourg empereur à Aix-la-Chapelle[4].
- Novembre : ouverture de l’enquête de canonisation de Louis IX de France[5].
- 6 décembre : le théologien Thomas d'Aquin termine à Naples sa Summa Theologiæ[6].

- Synode de l’Église russe à Vladimir. Le métropolite de Kiev, Cyrille II, établi à Vladimir, fixe les règles des conditions du recrutement des prêtres[7].
- En Castille, les statuts de la  « l’honorable assemblée de la mesta des bergers » qui regroupe les grands éleveurs qui font transhumer leurs troupeaux, sont confirmés par le roi Alphonse le Sage[8].